# Cirimido
Cirìmido (Scirìmat in dialetto comasco, AFI: /ʃiˈrimat/) è un comune italiano di 2 168 abitanti della provincia di Como in Lombardia.

## Geografia fisica
Cirimido si trova nella pianura lasciata dai ghiacciai del quaternario che scesero dai monti del lago di Como. Alle spalle del paese si trovano infatti alcune collinette che formano l'ultimo e più ampio giro dell'anfiteatro morenico abbandonato dal ghiacciaio nella sua fase di ritiro.

## Origini del nome
Il nome di Cirimido venne per la prima volta nominato in un documento datato al 17 maggio 859 col nome di Celémanum. Nel 1125 il nome del borgo diventa Cirimidum, nel 1297 è denominato Cirimari e nel 1398 è citato come Cirimeri e Cirimedri, mentre già nel 1564 assume la forma di Cirimidum o Cirimido e nel 1566 quella di Cirimedi o Cirimiti e ancora nel 1570, Celimeti, Cirimidi, Cirimedi.

## Storia
È difficile precisare quali fossero i primi abitanti (Orobi, Celti, Liguri ?). Di certo si sa che a questi primi abitanti si aggiunsero 5 000 coloni greci, trasportati in queste regioni da Giulio Cesare nel 75 a.C.
Cirimido, antico nucleo, deve il proprio impianto urbanistico alla conquista romana: l'abitato ricalca infatti lo schema dell'accampamento militare romano: un quadrato o un rettangolo diviso in quattro settori dalle due vie principali, il cardo e il decumano. Lo stesso territorio comunale riprende lo schema a rettangolo, da nord a sud, intersecato da strade campestri quasi parallele. Il territorio era relativamente vicino alla via Aurelia che da Roma, passando per Milano e Como, raggiungeva la Rezia (Valtellina, Grigioni), passando presso Cermenate. Sorsero così presso questa arteria antichi centri abitati come: Cermenate, Bregnano, Appiano Gentile e anche Cirimido. Fenegrò (Finis agrorum) segnava il confine tra le terre coltivate e le foreste.
A Cirimido, durante alcuni scavi condotti nel 1869, venne riportata alla luce una necropoli romana del III secolo d.C., con anfore di terracotta, monete, oggetti vari che andarono in gran parte dispersi. Gli abitanti antichi di questa regione, quando divenne provincia romana, furono iscritti alla tribù Ufentina di Roma. Anche Cirimido seguì poi la sorte comune, prima sotto i barbari, poi con i Longobardi e i Franchi.
Nel 1125 un gruppo di soldati di Como, per vendicarsi di alcuni guanzatesi che avevano ucciso in un agguato un capo comasco e che avevano trovato rifugio nella chiesa di Cirimido, incendiarono il paese, che non venne ricostruito più nella locazione originaria (nell'area collinare), bensì nella parte pianeggiante del territorio locale.
Nel 1346 Cirimido, indicato come Cirimaro, risulta tra le località incaricate della manutenzione della cosiddetta "strata da Bolà", oltre a essere già inserito all'interno di quella pieve di Appiano entro cui rimarrà anche durante il periodo del Ducato di Milano fino alla fine del XVIII secolo.
Sempre inserito nella stessa pieve, nel 1538 il comune fu infeudato da Giacomo Antonio Carcano, che alla sua morte lo passò con lascito testamentale alla famiglia Arconati, beneficiaria del feudo fino al 1773, anno in cui Cirimido ritornò nelle disponibilità della Regia Camera del Ducato. Con la creazione delle province della Lombardia austriaca del 1786, il comune fu inserito nella provincia di Gallarate.
Un decreto di riorganizzazione amministrativa del Regno d'Italia napoleonico datato 1807 sancì l'aggregazione di Cirimido al comune di Fenegrò, decisione che fu tuttavia abrogata dalla Restaurazione.
Le vicende del borgo seguono le sorti della storia nazionale sino al 1898 quando, dopo secoli di economia locale basata essenzialmente sull'agricoltura, viene aperta in paese la prima attività manifatturiera su vasta scala nel campo dell'industria calzaturiera che consente l'occupazione di molto personale locale, bloccando così l'emigrazione che era incominciata da alcuni anni.

### Simboli
Lo stemma e il gonfalone sono stati concessi con decreto del presidente della Repubblica del 10 dicembre 1964.
Le spade e la fiamma ricordano un fatto accaduto nel 1125, durante la guerra decennale tra Como e Milano, quando i comaschi misero a ferro e fuoco il paese e bruciarono la chiesa dove si erano rifugiati dei guanzatesi, colpevoli dell'uccisione di Beltramo Brocco, uno dei capi comaschi.
Le colline sullo sfondo sono quelle che si trovano alle spalle del paese. La fascia d'argento rappresenta il sistema viario che collega il paese con quelli limitrofi.
Il gonfalone è un drappo partito di rosso e di bianco.

## Monumenti e luoghi d'interesse

### Architetture religiose

#### Chiesa parrocchiale di Tutti i Santi
La chiesa, che deve il suo aspetto attuale a una serie d'interventi realizzati tra il 1805 e il 1953, deve le sue origini a una precedente cappella, attestata nella pieve di Appiano già alla fine del XIV secolo e come rettoria della chiesa di Santa Maria nel 1564..
Nel 1722 venne trasportato a Cirimido il corpo di santa Cristina martire, proveniente dalle catacombe di Priscilla a Roma.
Riedificata negli anni 1803-1806, la chiesa parrocchiale venne nuovamente ampliata all'inizio del Novecento: fu questa l'occasione per rivedere anche gli interni grazie al parroco dell'epoca, don Eugenio Meregalli, il quale regalò alla parrocchia un prezioso quadro raffigurante il Riposo della Sacra Famiglia durante la fuga in Egitto di Jacopo da Bassano, oltre a collaborare per trasportare in loco il coro e il presbiterio provenienti dalla soppressa chiesa di San Giovanni in Conca a Milano.

#### Chiesa della Madonna delle Grazie
La chiesa, conosciuto anche come Santuario, fu edificata nel 1674 sulla base di un precedente luogo di culto cattolico che, nel 1564, era dedicato a Santa Maria e costituiva la sede di una parrocchia. Il Santuario fu costruito per dar risalto a un affresco di una Madonna fra i santi Sebastiano e Rocco, attribuito alla scuola del Luini e conservato in una cappella situata appena fuori dai limiti dell'abitato.

## Società

### Evoluzione demografica
- 400 nel 1751[9]
- 409 nel 1771[10]
- 442 nel 1799[11]
- 446 nel 1805[11]
- 428 nel 1809 (prima dell'annessione a Fenegrò)[11]
- 779 nel 1853[12]
- 853 nel 1859[20]

Abitanti censiti

## Cultura

### Eventi
- Piccola Grande Italia
- Festa degli alpini
- Festa di Santa Cristina
- Corte della musica
- Palio delle 4 contrade

## Economia
Fino ai primi del Novecento, a Cirimido si trovavano numerose botteghe dei cosiddetti baruméta, ossia artigiani produttori di termometri a mercurio. Secondo un resoconto di Cesare Cantù, a Cirimido se ne producevano oltre cinquantamila pezzi all'anno. La produzione si concentrava prevalentemente nei mesi invernali, quando molti agricoltori venivano reclutati come manovalanza. Nello stesso periodo, era piuttosto fiorente anche la bachicoltura.

## Amministrazione
| Periodo        | Periodo        | Primo cittadino  | Partito                           | Carica               | Note                 |
| -------------- | -------------- | ---------------- | --------------------------------- | -------------------- | -------------------- |
| 14 giugno 1999 | 14 giugno 2004 | Franco Tagliabue | Lista civica                      | Sindaco              | [ 22 ]               |
| 14 giugno 2004 | 8 giugno 2009  | Franco Tagliabue | Lista civica                      | Sindaco              | [ 22 ]               |
| 8 giugno 2009  | 25 maggio 2014 | Ambrogio Galli   | Lista civica Insieme per Cirimido | Sindaco              | [ 22 ]               |
| 25 maggio 2014 | 26 maggio 2019 | Ambrogio Galli   | Lista civica Insieme per Cirimido | Sindaco              | [ 22 ]               |
| 26 maggio 2019 | 9 giugno 2024  | Franco Tagliabue | Lista civica Insieme per Cirimido | Sindaco              | [ 22 ]               |
| 9 giugno 2024  | 30 agosto 2024 | Franco Tagliabue | Lista civica Insieme per Cirimido | Sindaco              | [ 22 ]               |
| 30 agosto 2024 | in carica      | Luca Zucchetto   | Lista civica Insieme per Cirimido | Vicesindaco reggente | [ 23 ] [ 24 ] [ 22 ] |